# Hrvatski toplokrvnjak
Hrvatski toplokrvnjak je križanac dobiven križanjem čistih pasmina turnirskih konja.
Ima snažnu građu i harmonični izgled tijela. Po karakteru je dobroćudan i smiren. Pretežno se koristi za konjički šport, športsku dresuru, jahanje i vožnju kočija. 
Dobro je prilagodljiv i plodan je. Ima izražen spolni dimorfizam, mužjak i ženka se razlikuju. Ima pravilni, lijepi, srednji do veliki okvir. Dugoga je vijeka. Nije izbirljiv u prehrani.
Ima dva uzgojna podtipa: PD (za preponsko jahanje i dresuru) te podptip SU (za terensko jahanje, vuču zaprega i daljinsko jahanje). Uzgaja se kao uporabni križanac dobiven križanjem čistih pasmina turnirskih konja, a prema odluci uzgojnog povjerenstva i sukladno s pravilnikom o uzgoju hrvatskih toplokrvnjaka, odabiru se pastusi i kobile koji će se koristiti u daljnjem uzgoju.